# Rex Lease
Rex Lloyd Lease (11 de febrero de 1903 – 3 de enero de 1966) fue un actor estadounidense. 

## Resumen biográfico
Nacido en Central City, Virginia Occidental, Lease actuó a lo largo de su carrera en más de 300 filmes, principalmente del género western. 
Lease estuvo casado con la actriz Eleanor Hunt. Falleció en Van Nuys, Los Ángeles, California, en 1966.

## Filmografía seleccionada
- Dakota (1945)
- Flame of Barbary Coast (1945)
- In Old California (1942)
- A Chump at Oxford (1940)
- The Lone Ranger Rides Again (1939)
- Heroes of the Alamo (1937)
- Custer's Last Stand (1936)
- The Monster Walks (1932)
- The Utah Kid (1930)
- Two Sisters (1929)
- The Law of the Range (1928)